# Yann Tiersen
Yann Pierre Tiersen (Brest, Francia, 23 de junio de 1970), conocido como Yann Tiersen, es un músico y compositor francés, uno de los principales exponentes del minimalismo. Ha compuesto la banda sonora de las películas Amélie, Good Bye, Lenin! y Tabarly. Se caracteriza por su faceta multinstrumentista, aunque toca principalmente violín, piano y acordeón, entre otros.

## Biografía
Durante su infancia estudió en diversos conservatorios de Rennes, Nantes y Boulogne, entre otros. Estudió violín, piano y más tarde composición, aunque no se limitó solamente a estos instrumentos, ya que también posee gran técnica en el acordeón y el piano de juguete. Otro instrumento que se debe destacar es la guitarra eléctrica, que ha convertido en el instrumento principal de sus conciertos desde la aparición del álbum On Tour.
Desarrolló su juventud influido por el rock, la chanson (tuvo un grupo de rock en la adolescencia), y la música clásica, sobre todo por sus estudios en conservatorio. Esta mezcla fue base esencial para una comprensión adecuada de su música, y llegó a compaginar e incluso a unir el rock instrumental con partituras más clásicas durante toda su carrera.
En 1995 publicó su primer álbum, bajo el sello Sine Terra Firme (más tarde renombrado como Ici d'Ailleurs), titulado La valse des monstres, que reanuda en gran parte su trabajo para el teatro y el cine. La facultad multiinstrumentista de Yann Tiersen se ve reflejada en el producto de su disco, 17 piezas totalmente instrumentales con multitud de matices, sonidos e instrumentos.
Un año más tarde publicó Rue des cascades, disco que incluye su primera canción vocal (que da título al álbum) con la colaboración de la cantante Claire Pichet, y que solo encuentra un éxito regional. Al año siguiente, en 1998, la música de Yann estalla, y este tema se convertiría en el principal de la banda sonora de la película La vida soñada de los ángeles de Erick Zonca.
Antes de publicar su nuevo disco, realizó varias colaboraciones con distintos músicos de su país, siendo la más destacable el álbum homónimo con Bästard, en el que Tiersen junto al grupo francés Bästard se aleja de sus normativas tradicionales y se adentra en el nebuloso mundo del postrock y la experimentación. La colaboración con Claire Pichet se repitió en Le phare (1998), su tercer disco que contó además con un nuevo invitado: Dominique A, siendo este uno de los discos más completos y con mejores críticas en el panorama independiente europeo.
Más tarde, durante el verano de 1999 presentó su álbum Tout est calme, esta vez dotando a su música de un aspecto más roquero, al verse acompañado de sus amigos del grupo The Married Monk, liderado por Christian Quermalet. Y en ese mismo año, llegó otro álbum titulado Black Session, grabado el 9 de diciembre durante un concierto rodeado de músicos consagrados de su país como Neil Hannon, Noir Désir, Les  Têtes Raides o Mathieu Boogaerts.
En 2001 publicó L’Absente, más cercano a la nueva canción francesa, dentro de los invitados se encuentran: The Vienna Symphony Orchestra, Lisa Germano, Neil Hannon (de The Divine Comedy), Dominique A, Françoiz Breut, Les Têtes Raides, Sacha Toorop (de Zoop Hopop), Natacha Regnier, Christian Quermalet (de The Married Monk), Marc Sens, Christine Ott y un cuarteto de cuerdas. El mismo año publicó el disco que le trajo la mayor cantidad de ovaciones por parte de los medios: La banda sonora de Le fabuleux destin d'Amelie Poulain,(y por ella recibirá la Victoria de la Música de la Mejor Banda Original),
que a pesar de que tiene algunos temas nuevos, en mayor parte es integrada por viejas composiciones de sus tres primeros álbumes. Con esta banda sonora conseguiría el reconocimiento del público a nivel mundial.
En 2002, junto a una orquesta y una serie de artistas invitados (entre los cuales estaban Dominique A. y Christian Quermalet) publicó C'etait ici, que compila sus mejores temas en directo en un doble álbum.
Después de una multitudinaria gira en el año 2003, Yann Tiersen volvió a las colaboraciones, esta vez con la roquera estadounidense Shannon Wright con quien compuso en solo 20 días un disco de título homónimo en el que el rock independiente de Shannon se funde con la instrumentación particular de Tiersen en un total de 10 temas.
Tras L'absente pasarían 5 años sin publicar disco propio hasta que en el año 2005 viera la luz Les Retrouvailles (Los Reencuentros), compuesto y grabado en la isla de Ouessant, lugar de refugio e inspiración de Tiersen. En este disco cuenta con la colaboración nuevamente de Dominique A., además de Miossec, Stuart Staples (de Tindersticks), Liz Fraser (de Cocteau Twins) y Jane Birkin. A este disco le complementa un DVD que salió al mercado oficialmente el 12 de julio con el título de La traversée, película realizada por Aurélie du Boys y en el que se puede ver toda la realización de este último álbum que presentaría en concierto durante todo el año de 2005 y 2006 con un radical cambio en su música en directo, con mayor cantidad de arreglos y cercano al post-rock que siempre ha admirado. Este nuevo sonido quedó recogido en el próximo álbum en directo de Yann Tiersen, titulado On Tour que se editó oficialmente el 13 de noviembre de 2006, acompañado nuevamente de una película musical realizada por Aurelié du Boys que acompañó al músico bretón durante la gira. Gran parte de las grabaciones, pertenecientes tanto a la película como al álbum, son de sus conciertos en España y particularmente en Madrid, ciudad donde tocó 2 veces en un año durante la presentación de Les Retrouvailles.
La composición de sus temas comprende la manipulación de variados instrumentos, entre los cuales cabe destacar el acordeón, el violonchelo, el banjo, el clave y la melódica entre otros.
Películas como La Vie Rêvée des Anges (1998, Erick Zonca), Alice et Martin (1998, André Téchiné), Qui Plume la Lune? (1999, Christine Carrière), Amélie (2001, Jean-Pierre Jeunet), Good Bye, Lenin! (2003, Wolfgang Becker) y Tabarly (2008, Pierre Marcel) han sido musicalizadas por Yann Tiersen, que anteriormente trabajó en la música dentro del mundo del teatro.

## Obras

### Álbumes de estudio
- La valse des monstres (1995)
- Rue des cascades (1996)
- Le phare (1997)
- Tout est calme (1999)
- L'absente (2001)
- Yann Tiersen & Shannon Wright (2004)
- Les retrouvailles (2005)
- Dust Lane (2010)
- Skyline (2011)
- The Lighthouse (2013)
- Infinity (2014)
- Eusa (2016)
- The Lost Notebook - Eusa (2018)
- All (2019)
- Portrait (2019)
- Kerber (2023)

### Bandas sonoras
- Amélie (2001)
- Good bye, Lenin! (2003)
- Tabarly (2008)
- CICLO, érase una vez un viaje (2013)

### Álbumes en directo
- Black session (1999)
- C'etait ici (2002)
- On tour (2006)
- Live in London (2014)

### Películas dedicadas a su música
- La traversée (de Aurelié du Boys) (2005)
- On tour (de Aurelié du Boys) (2006)

### Filmografía (acompañamiento musical)
- Alice et Martin (de André Téchiné) (1998)
- La Vie rêvée des anges (de Erick Zonca) (1998)
- Amélie (de Jean-Pierre Jeunet) (2001)
- Good Bye, Lenin! (de Wolfgang Becker) (2003)
- Tabarly (Documental) (2008)